# Rondibilis taiwana
Rondibilis taiwana är en skalbaggsart som först beskrevs av Hayashi 1974.  Rondibilis taiwana ingår i släktet Rondibilis och familjen långhorningar.
Artens utbredningsområde är Taiwan. Inga underarter finns listade i Catalogue of Life.